# Zesvlekmuisspin
De zesvlekmuisspin (Phaeocedus braccatus) is een spinnensoort in de taxonomische indeling van de bodemjachtspinnen (Gnaphosidae). De spin jaagt 's nachts en verschuilt zich overdag onder rotsen en bladeren. Het lijf van de spin is ovaalvormig, smal en puntig aan de achterzijde. 
Het dier komt uit het geslacht Phaeocedus en werd in 1866 beschreven door Carl Ludwig Koch.